# SuicideGirls
SuicideGirls Nascido de uma assinatura de site que contém fotos sensuais e erótica de estilo pin-up com modelos do sexo feminino de diversos lugares do mundo. As Suicide Girls são um estilo de modelos alternativas, como mulheres tatuadas, cabelos coloridos ou autênticas de algum tipo de estilo de vida. Entrevistas com grandes nomes do mundo do entretenimento, entre outros, podem ser conferidas na página, bem como fóruns, blogs de membros e modelos, notícias, etc.
O principal diferencial do site são os estilos e biotipos da maioria das mulheres, que não condizem com os padrões de beleza normalmente usados por outras revistas e sites de modelos. São garotas com tatuagens, piercings, cabelos coloridos, de diferentes raças e manequins. O site atualmente totaliza mais de 1800 modelos. O Suicide Girls também é caracterizado por promover a interação entre as modelos e seus fãs, por meio de blogs, fóruns e boards. Algumas dessas meninas assinam as matérias publicadas no site e têm outros projetos vinculados ao endereço, tal qual programas de rádio. Faz muito sucesso com o público indie e outras subculturas, tais como góticos e cybers.
A instituição Suicide Girls não se restringe apenas aos ensaios de fotos e fóruns. O grupo também promove eventos off-line, caracterizando-se por serem estrelados pelas garotas mais famosas do site em grandes palcos, encenando a arte erótica. Já foram lançados dois DVDs desses eventos, o Suicide Girls: First Tour e Suicide Girls: Italian Villa, e 2 livros de fotografias.
Recentemente o grupo fez uma parceria com a organização pró-animais PETA, fazendo ensaios nus protestando contra o uso de peles. Também criaram o projeto Pinups for Soldiers (Pinups para soldados), que tinha como objetivo fazer sessões fotográficas no estilo clássico pinup para enviar às tropas americanas.
Para ter acesso ao site, os membros devem pagar uma quantia de de 12 dólares mensais. A sede se encontra em Los Angeles, EUA, onde o negócio teve início. Apesar das modelos serem de diferentes países e, portanto, falarem diferentes línguas, o idioma oficial da página é o inglês.